# Mary Hopkin
Mary Hopkin (født 3. maj 1950) er en sangerinde fra Wales, Storbritannien, der især er kendt for sin sang "Those Were the Days", som hun fik et hit med i 1968. Hun er en af de musikere, som Paul McCartney opdagede i sin tid i The Beatles, og som med hans hjælp blev en af de første musikere, der udgav musik på Beatles' nystartede plademærke Apple Records.

## Diskografi
- Postcard (1968)
- Earth Song, Ocean Song (1971)
- Those Were The Days (1972)
- The Welsh World of Mary Hopkin (1976, opsamlingsalbum)
- Spirit (1989)
- Y Caneuon Cynnar (The Early Recordings) (1996, opsamlingsalbum)
- Live at the Royal Festival Hall (2005, live)
- Valentine (2007)
- Recollections (2008)
- Now and Then (2008)
- Blodeugerdd: Song of the Flowers – An Anthology of Welsh Music and Song (2009, opsamlingsalbum)
- You look familiar (2010, arrangeret af Morgan Visconti)